# Tesla Model Y
El Tesla Model Y es un vehículo utilitario deportivo (SUV) compacto eléctrico desarrollado por Tesla, Inc. y presentado el 14 de marzo de 2019. Las primeras entregas se produjeron el 13 de marzo de 2020. En 2022 se fabricaba en Fremont (California), Shanghái (China), Austin (Texas) y Berlín (Alemania). Entre sus innovaciones se encuentran la válvula óctuple («octovalve»), las enormes piezas de fundición de aluminio («giga castings») y la batería estructural.
Dispone de 5 a 7 plazas. Tiene uno o dos motores eléctricos y puede contar con tracción en las cuatro ruedas.
Guarda un gran parecido con el Model 3 con el que comparte un 75% de las piezas.
En 2023 el Tesla Model Y fue el coche más vendido en todo el mundo con 1.23 millones de unidades, superando al Toyota RAV4 que vendió 1.07 millones de unidades y al Toyota Corolla que vendió 1.01 millones de unidades. En 2024 por segundo año consecutivo fue el coche más vendido en todo el mundo con unas ventas de 1.09 millones de unidades.
El Model Y mejorado se presentó a principios de 2025 con mejoras similares a las del Model 3 Highland. En enero de 2025, Tesla lanzó una versión rediseñada del Model Y en China, Estados Unidos, Canadá y México con entregas programadas para comenzar en marzo.

## Historia
En 2013 Tesla Motors  registró la marca "Model Y".
La primera mención del Model Y fue en 2 de octubre de 2015, cuando en respuesta a una pregunta en Twitter sobre las puertas de ala de halcón del Model X Modelo, Elon Musk mencionó que también se usarían en un futuro Tesla Model Y, bromeando sobre la abreviatura de nombres de los modelos con la palabra S3XY; por desgracia, el término modelo "E" ya estaba registrado,  así que tuvieron que utilizar el número "3".
En 2017 se mostró la silueta del Model Y en la junta general de accionistas. Elon Musk anunció que el Model Y no se produciría en Fremont porque no habría sitio para una nueva línea de producción.
En junio de 2018 Elon Musk mostró una nueva silueta y se anunció que sería presentado en marzo de 2019. Inicialmente estaba planeado para 2018, pero los problemas de producción del Model 3 la retrasaron a 2019.
El 3 de marzo de 2019 Elon Musk publicó varios tuits anunciando la presentación y confirmando algunas especificaciones. Musk confirmó que usaría la plataforma del Model 3, siendo en volumen un 10% más grande que este y que contaría con puertas convencionales, descartando las de ala de halcón.
El 14 de marzo de 2019 Elon Musk presentó el Tesla Model Y en Hawthorne, California. Se anunciaron más especificaciones y se mostró un vehículo en el que se ofrecieron pruebas de conducción a los invitados.
El 10 de enero de 2025, Tesla lanzó una versión rediseñada del Model Y en China, con entregas previstas para marzo, y el 23 de enero anunció que el modelo actualizado también estará disponible en Estados Unidos, Canadá y México a partir de ese mes. El precio de inicio en América del Norte será de aproximadamente $60,000 para la edición especial "Launch Series", que incluye una batería con autonomía de 320 millas y la tecnología avanzada de asistencia al conductor "Full Self-Driving (Supervised)". En comparación, la versión anterior del Model Y comienza en $44,990 con una autonomía de 337 millas en su variante de tracción trasera.

### Cambios
Los vehículos fabricados a partir de abril de 2021 no incluyen radar para evitar los frenazos fantasma provocados por los rebotes de las ondas sobre alcantarillas y objetos metálicos como bolsas de patatas fritas. La NHTSA inició una investigación por estos problemas.
A principios de 2023 Tesla eliminó los sensores de aparcamiento tanto delanteros como traseros al transferir sus funciones a Tesla Vision.
Los cambios más notables en el rediseño del nuevo Model Y de las versiones anunciadas en enero de 2025 incluyen un diseño frontal más aerodinámico con un morro más estilizado y una barra de luz delgada a lo largo del capó. En la parte trasera, ahora presenta una franja de luz de ancho completo. En su interior, se destaca una franja de luz configurable que recorre la cabina, una nueva pantalla táctil para los pasajeros traseros, así como mejoras como asientos traseros eléctricos y una suspensión optimizada para una experiencia de conducción más cómoda.

## Especificaciones
| Batería                           | Standard range      | Standard range      | Long range          | Long range                        | Long range          | Long range                | Long range                 | Long range              |
| Modelo                            | (RWD)               | Model Y             | (RWD)               | (Dual motor AWD)                  | (Performance)       | Model Y Gran autonomía RW | Model Y Gran autonomía AWD | Model Y Performance AWD |
| --------------------------------- | ------------------- | ------------------- | ------------------- | --------------------------------- | ------------------- | ------------------------- | -------------------------- | ----------------------- |
| Producción                        | --                  | --                  | --                  | --                                | --                  | --                        |                            |                         |
| Autonomía (ciclo EPA)             | 244 millas (393 km) |                     | 300 millas (483 km) | 326 millas (525 km)               | 303 millas (488 km) |                           |                            |                         |
| Autonomía (WLTP)                  | No disponible       | 283 millas (455 km) | 336 millas (541 km) | 298 millas (480 km)               |                     | 373 millas (600 km)       | 331 millas (533 km)        | 319 millas (513 km)     |
| Aceleración 0-97 km/h (segundos)  | 5.3                 |                     | 5.5                 | 4.8 4.2 con la opción de software | 3.5                 |                           |                            |                         |
| Aceleración 0-100 km/h (segundos) |                     | 6.9                 |                     |                                   |                     | 5.9                       | 5.0                        | 3.7                     |
| Velocidad máxima                  | 135 mph (217 km/h)  | 135 mph (217 km/h)  | 130 mph (209 km/h)  | 135 mph (217 km/h)                | 155 mph (249 km/h)  | 135 mph (217 km/h)        | 135 mph (217 km/h)         | 155 mph (249 km/h)      |
| Peso (kg)                         |                     |                     |                     | 2003                              | 2003                |                           |                            |                         |

## Diseño

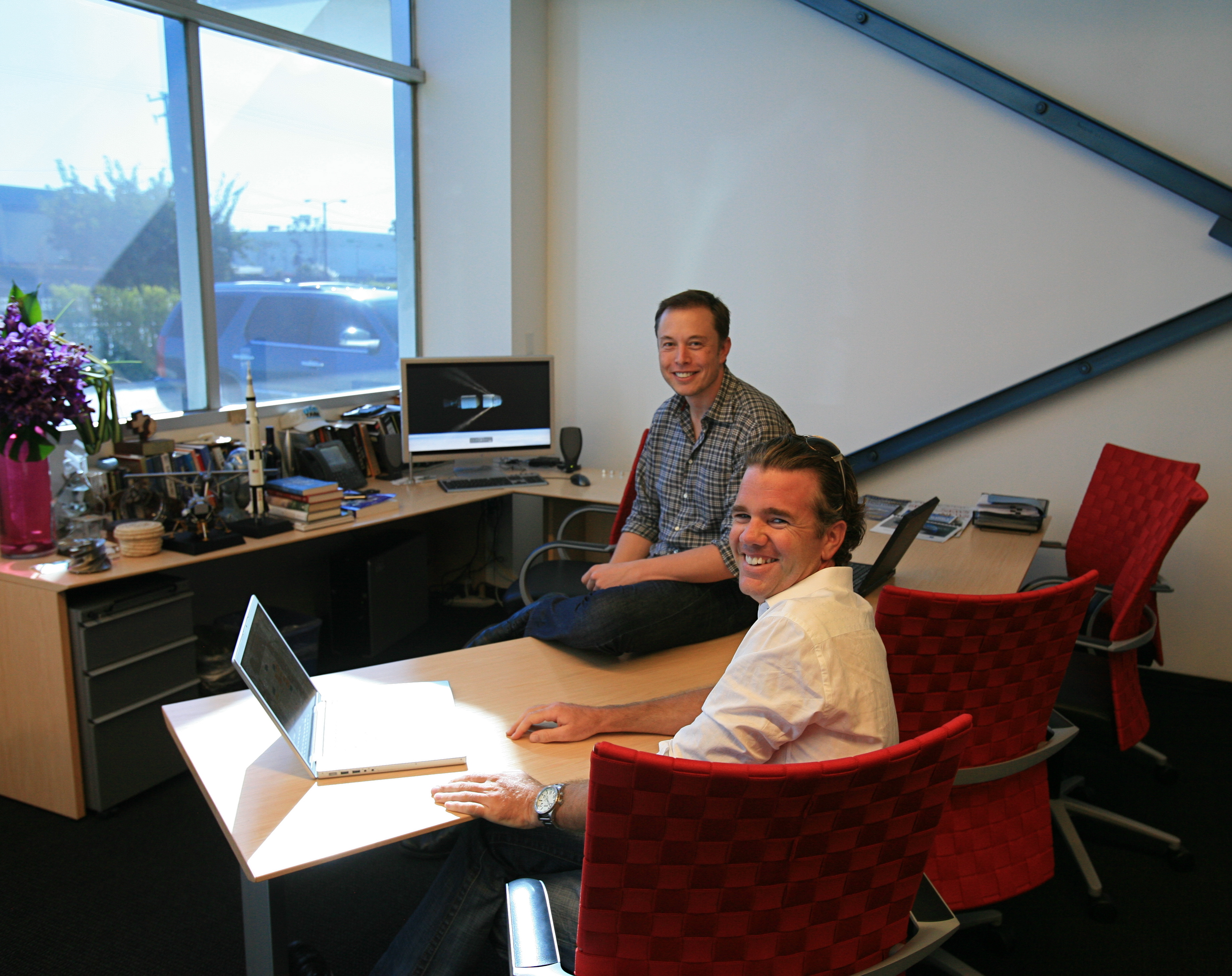
Franz von Holzhausen y Elon Musk

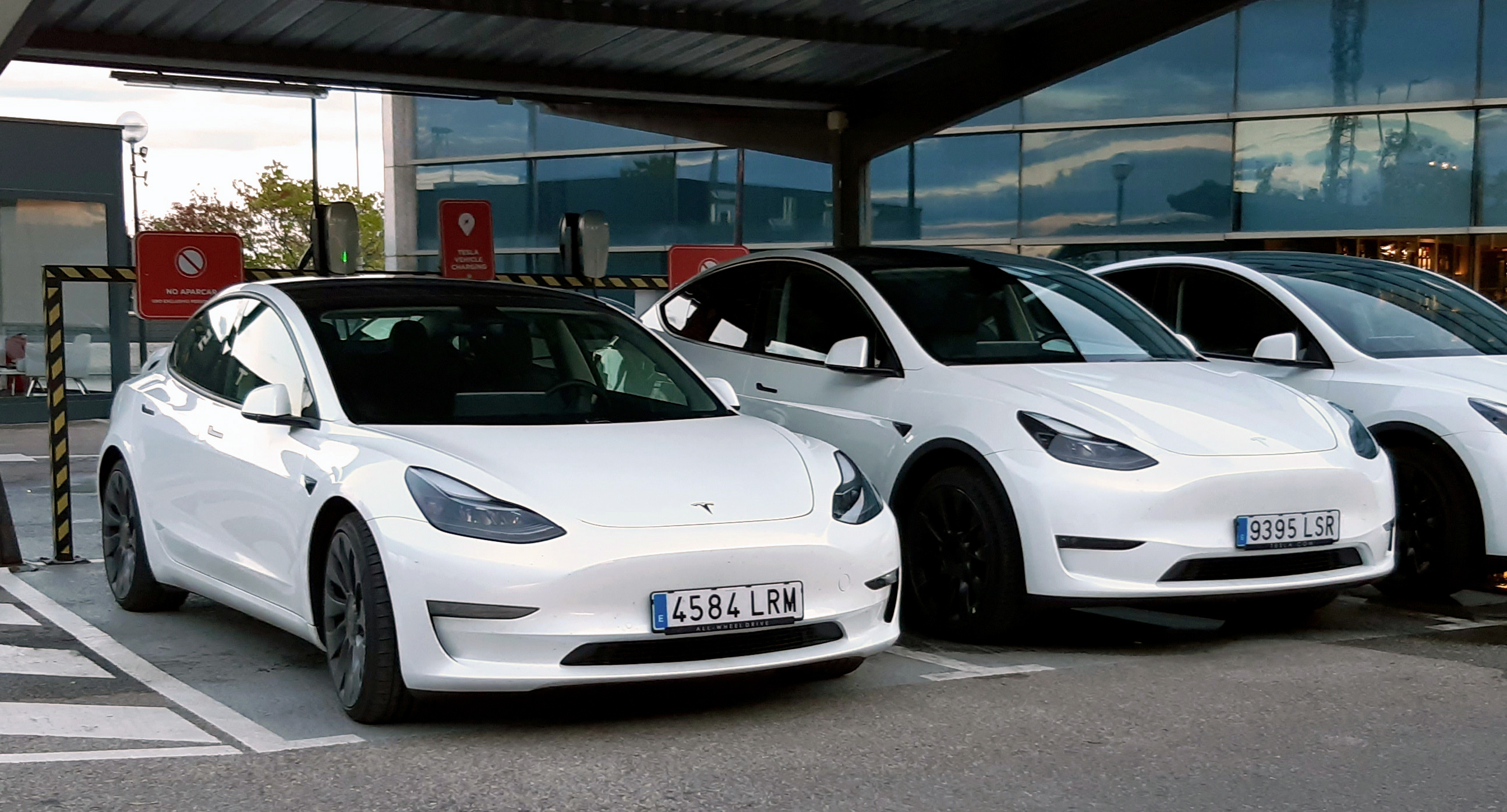
Model 3 a la izquierda y Model Y a la derecha

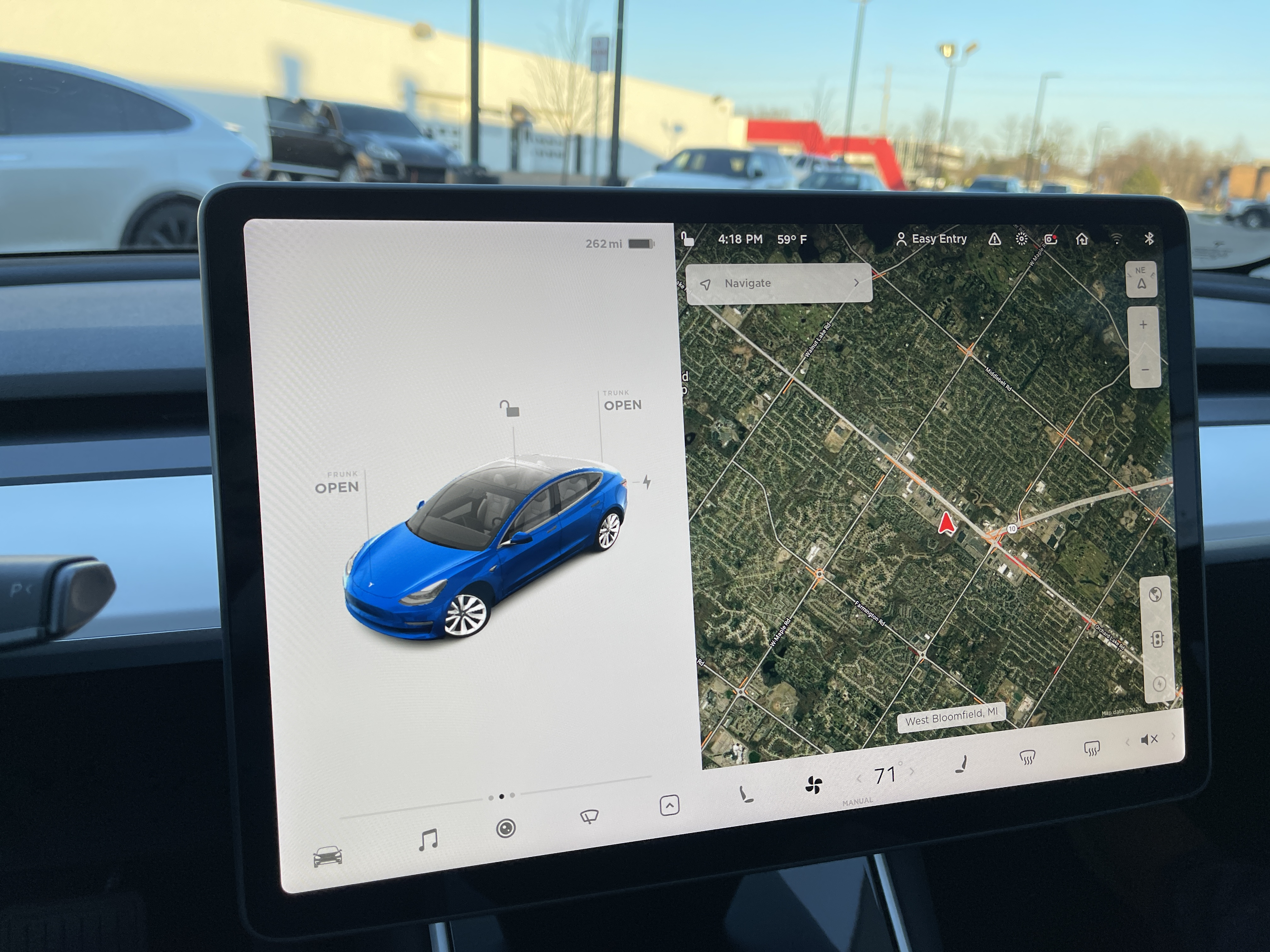
Pantalla táctil LCD de 15.4 in

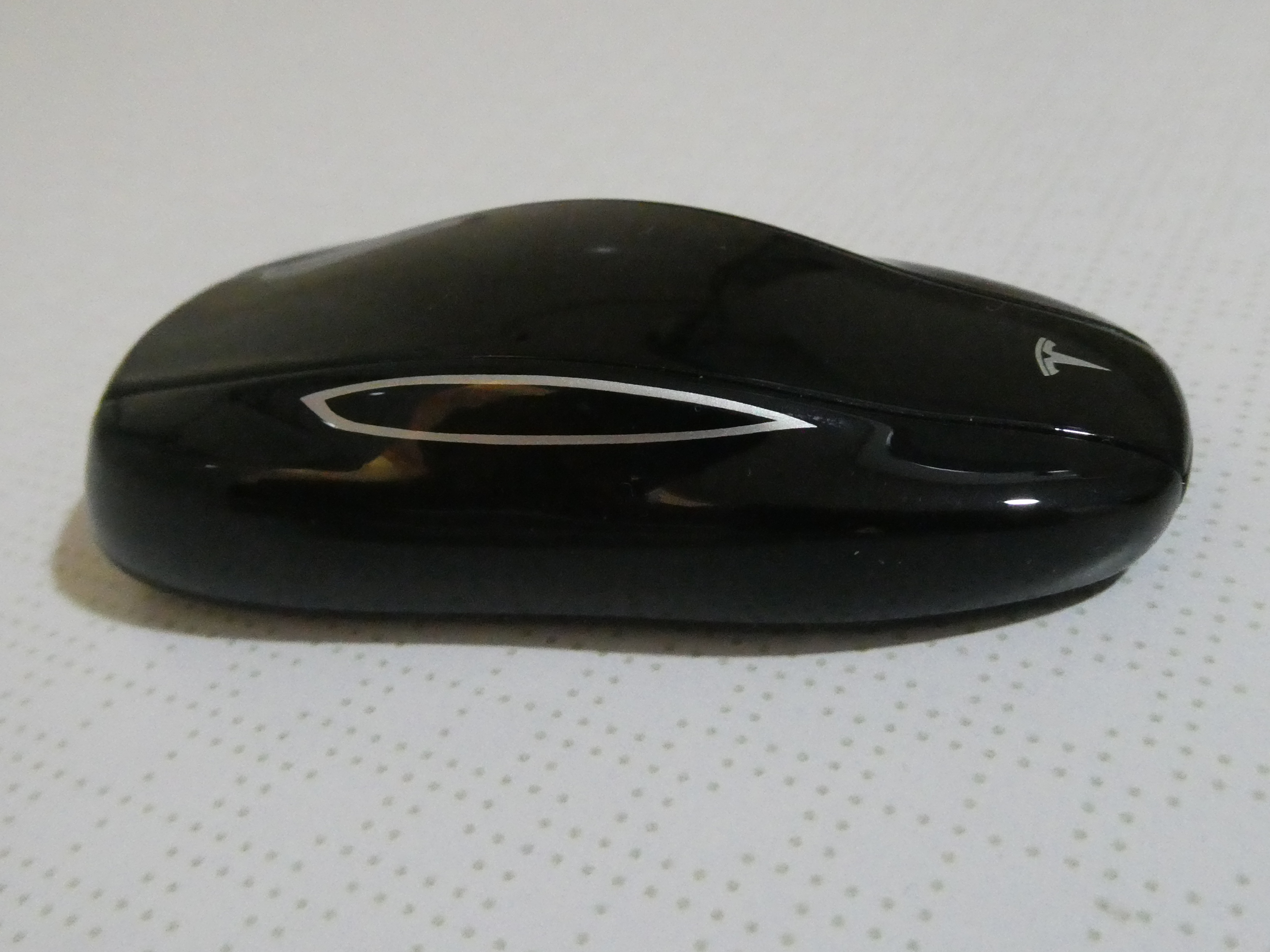
Llave inalámbrica opcional de un Tesla Model Y

Franz von Holzhausen fue el jefe de diseño responsable del Tesla Roadster, Tesla Model S, Tesla Model X y Tesla Model 3.
Sobre la base del Model 3 realizó el diseño del Tesla Model Y que en volumen es un 10% mayor, es más alto, tiene portón trasero y puede tener opcionalmente una tercera fila de 2 asientos. Comparte un 75% de las piezas con el Tesla Model 3. El coeficiente aerodinámico de 0.23 es igual que en el Tesla Model 3. Es inferior al del Model S (2013) con 0,24, que en su momento ya fue el más bajo de un coche de serie.
Dispone un techo de cristal panorámico. Se pueden instalar barras de transporte en el techo. En abril de 2020 las primeras unidades no tenían la opción de enganche para remolque, aunque se podía pedir para Europa la opción de bola de remolque con capacidad de arrastrar 1600 kg.
No tiene un cuadro de instrumentos frente al conductor. Dispone en el centro del salpicadero de una pantalla táctil de 15 pulgadas (380 mm) apaisada (horizontal) donde se presentan todas las informaciones del cuadro de instrumentos, climatización, radio, teléfono, internet y navegación. El sistema operativo está basado en Linux.
No tiene llave de apertura ya que usa un sistema Bluetooth desde el teléfono móvil para el acceso y puesta en marcha. Como sistema de emergencia dispone de una tarjeta de proximidad RFID que permite abrir las puertas y arrancar el coche. Puede gestionar hasta 19 llaves que pueden ser teléfonos móviles, tarjetas o llaves inteligentes. Opcionalmente se puede comprar una llave inalámbrica que permite abrir el coche, el maletero trasero y el maletero delantero.
Tesla añadió una capa de seguridad y permitió a los usuarios activar la función PIN para conducir (PIN to Drive) de manera que además de tener una llave (tarjeta o teléfono), el conductor tenía que introducir un número de 4 cifras para iniciar la marcha.
Está fabricado con acero en su mayor parte y tiene algunas piezas de aluminio. Las puertas son de aluminio. No tiene antenas exteriores ya que están integradas en el parabrisas trasero y dentro de los retrovisores exteriores. Las ruedas de la versión Standard vienen con unos tapacubos de plástico Aero que reducen las turbulencias del aire mejorando en un 10% la autonomía en carretera. Para la ventilación delantera en vez de toberas cuenta con unas ranuras horizontales donde el flujo y la dirección del aire se controlan electrónicamente gobernándolas desde la pantalla.
Los asientos traseros se pueden abatir eléctricamente individualmente mediante unos botones en el maletero. La inclinación se puede regular en varias posiciones. El portón trasero tiene apertura y cierre motorizados. En el maletero hay dos espacios para objetos bajo el suelo. No hay bandeja que cubra el maletero que impida ver el contenido del maletero desde el exterior.
La capacidad total de los maleteros suma 1926 litros con los asientos traseros abatidos. El maletero trasero con los asientos traseros en posición normal tiene una capacidad de 852 litros.
En el exterior no tiene piezas cromadas y en su lugar son de color negro.
Los faros se pueden regular en altura eléctricamente desde la pantalla y el volante. Los limpiaparabrisas tienen cuatro pulverizadores de agua integrados en cada brazo. Los pulverizadores están a menos de 2 cm del cristal, no precisan ajustes y cuando se activan nunca mojan a otros vehículos.
En la consola central tiene un cargador inalámbrico Qi y conectores USB 2.0 y USB-C. Los pasajeros traseros disponen de dos puertos USB-C para cargar dispositivos.
Las viseras parasoles tienen acoplamiento magnético en el lado móvil.
Desde 2021 en el tercio posterior del vehículo una gran pieza de aluminio fundido a presión sustituye a 70 piezas. Elon Musk se inspiró en una maqueta a escala del Tesla Model S fabricada con una pieza de aluminio estampada a presión, y se preguntó si se podría realizar la carrocería con esa técnica. Tesla compró dos de las mayores prensas del mundo para la estampación de aluminio a presión en 120 milisegundos. El estampado de aluminio a presión precisa un tratamiento de calor posterior que suele producir deformaciones en las piezas grandes. Tesla desarrolló una aleación de aluminio que no necesita el tratamiento de calor posterior.

## Seguridad
En su lanzamiento Tesla esperaba obtener calificaciones de 5 estrellas en conjunto y en todas las categorías de las pruebas de choque, como en el Tesla Model S, Model X y Model 3. El paquete de baterías va en el suelo del vehículo por lo que su centro de gravedad está muy bajo y así minimiza el riesgo de vuelco.

### Seguridad pasiva
En 2022 el Tesla Model Y consiguió las mayores calificaciones de seguridad.
| NHTSA (Estados Unidos)   | NHTSA (Estados Unidos) | Euro NCAP (Europa)                   | Euro NCAP (Europa) | ANCAP (Asia/Australia)               | ANCAP (Asia/Australia) | IIHS (Estados Unidos)                     | IIHS (Estados Unidos)    |
| ------------------------ | ---------------------- | ------------------------------------ | ------------------ | ------------------------------------ | ---------------------- | ----------------------------------------- | ------------------------ |
| Total                    | 5/5 estrellas          | Total                                | 5/5 estrellas      | Total                                | 5/5 estrellas          | Pequeña intrusión frontal, conductor side | Buena                    |
| Frontal, conductor       | 5/5 estrellas          | Pasajero adulto                      | 36.9 Pts / 97%     | Pasajero adulto                      | 36.87 pts / 97%        | Pequeña intrusión frontal, lado pasajero  | Buena                    |
| Frontal, pasajero        | 5/5 estrellas          | Niño pasajero                        | 43 Pts / 87%       | Niño pasajero                        | 43.62 Pts / 89%        | Moderada intrusión frontal                | Buena                    |
| Lado, conductor          | 5/5 estrellas          | Usuarios de la carretera vulnerables | 44.8 Pts / 82%     | Usuarios de la carretera vulnerables | 44.81 Pts / 82%        | Lado                                      | Buena                    |
| Lado, pasajero           | 5/5 estrellas          | Asistencia al conductor              | 15.7 Pts / 98%     | Asistencia al conductor              | 15.75 Pts / 98%        | Resistencia del techo                     | Buena                    |
| Poste lateral, conductor | 5/5 estrellas          |                                      |                    |                                      |                        | Resistencia del techo                     | Buena                    |
| Vuelco                   | / 9.7%                 |                                      |                    |                                      |                        | Asientos y reposacabezas                  | Buena                    |
|                          |                        |                                      |                    |                                      |                        | Luces (varía con las opciones)            | \| Buena \| Aceptable \| |
|                          |                        |                                      |                    |                                      |                        | Prevención de choques frontales           | Superior                 |
| Buena                    | Aceptable              |                                      |                    |                                      |                        |                                           |                          |

### Seguridad activa

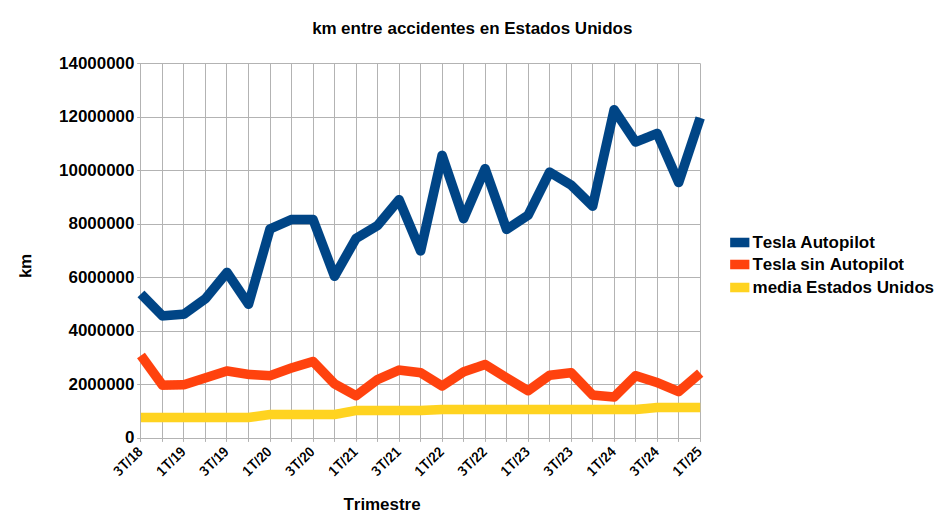
Gráfica estadística de accidentes graves en Estados Unidos. Tesla y media general.

De serie dispone de freno de emergencia, aviso de colisión y monitorización de ángulo muerto. Opcionalmente dispone de Full Self-Driving capability (capacidad de conducción autónoma total), que le permite la conducción autónoma en calles y carreteras. También permite que en un aparcamiento el vehículo vaya solo a buscar al conductor. La conducción autónoma está pendiente de la aprobación de los reguladores de cada país.
Las características de seguridad activa (Active safety features) vienen de serie en todos los Tesla desde septiembre de 2014 y proporcionan una capa de seguridad adicional por encima de la estructura física del coche. Estas características se actualizan y mejoran con las actualizaciones de software telemáticas periódicas.
En el tercer trimestre de 2018 Tesla comenzó a publicar una estadística trimestral de accidentes graves comparándola con la media de Estados Unidos.
En el segundo trimestre de 2021 Tesla afirmó que sus vehículos registraron un accidente grave por cada 7.09 millones de kilómetros en los que estaba activado el Autopilot. Cuando el Autopilot no estaba activado se produjo un accidente grave por cada 1.93 millones de kilómetros. Según la National Highway Traffic Safety Administration (NHTSA) en Estados Unidos hubo un accidente grave por cada 778 000 kilómetros. Por lo tanto la probabilidad de accidente grave fue unas 9 veces inferior en un Tesla con el Autopilot activado y unas 2 veces inferior sin el Autopilot activado con respecto a la media del conductor de Estados Unidos.
En abril de 2019 el Autopilot comenzó a venir de serie en todos los vehículos Tesla mientras que la capacidad de conducción autónoma (Full Self Driving Capability) era opcional.

### Frenazos fantasma
Algunos usuarios reportaron problemas con el control de crucero adaptativo, ya que en determinadas ocasiones frena con fuerza en casos en los que no debería frenar, lo que puede llevar a accidentes. La National Highway Traffic Safety Administration estadounidense inició una investigación. En mayo de 2021 los Tesla Model 3 y Model Y comenzaron a fabricarse sin el radar delantero para transicionar hacia un sistema de control de crucero adaptativo de visión pura mediante cámaras y sin radar.

### Cierre electrónico
Las puertas del Model Y se operan electrónicamente por lo que en caso de malfuncionamiento puede atrapar a los ocupantes dentro del vehículo como ocurrió con cuatro personas que murieron calcinadas al no poder salir del vehículo cuando se incendió en un accidente.

## Batería

Pilas 18650, 2170 y 4680.

El paquete de baterías de Iones de Litio refrigerado por líquido está situado en el suelo del vehículo. Esto le proporciona un centro de gravedad muy bajo aumentando la estabilidad y la resistencia al vuelco.
A diferencia de los Tesla Model S y Model X, que usan la pila 18650 (18 mm de diámetro y 65 mm de altura), el Tesla Model Y emplea pilas 2170 (21 mm de diámetro y 70 mm de altura) de iones de litio. La batería 2170 es un 50% más grande en volumen que la 18650 y puede entregar entre 5750 y 6000 mA, mientras que la 18650 solo entrega 3000 mA.
El voltaje nominal es de 360 V DC. El sistema de gestión de baterías es similar al usado por el Tesla Model 3, Tesla Model S y Tesla Model X y consigue una longevidad de las baterías mayor que los vehículos eléctricos que tienen un sistema de refrigeración pasivo mediante aire. El preacondicionamiento de batería de camino a un supercharger (cargador rápido de Tesla) se consigue haciendo funcionar el motor de forma ineficiente para que produzca el suficiente calor para que la batería alcance la temperatura óptima en el momento de inicio de la carga.
En septiembre de 2020 Tesla anunció que disponía de una nueva química de cátodos que permitía una fabricación de baterías más sencilla y barata. Presentó su nueva batería 4680 con unas dimensiones de 46 mm de diámetro y 80 de alto. Es un diseño cilíndrico sin pestaña de salida de corriente. El cátodo seco se enrolla en una lámina con múltiples pestañas, que al final terminan formando la base de la batería. Esto permite mejorar la gestión térmica de una batería tan gruesa. Tesla afirmó que la 4680 tenía 5 veces más energía y 6 veces más potencia. Tesla esperaba reducir en un 14% el coste por kWh y aumentar un 16% la autonomía del vehículo.

## Batería estructural
En septiembre de 2020 Tesla anunció el concepto de batería estructural como la idea de convertir el paquete de baterías en parte de la estructura del vehículo. Inspirado en la innovación aeronáutica de fabricar las alas como depósitos de combustible en vez de construir los depósitos dentro de las alas, Tesla decidió construir el paquete de baterías para que actúe como una estructura del chasis, conectando la parte delantera con la parte trasera. Las baterías se unen con adhesivo estructural potente contribuyendo a la estructura integral del paquete y por tanto a la de todo el vehículo. La batería no es solo un dispositivo energético, sino que forma parte estructural del vehículo. Esto tiene ventajas en el peso y en la sencillez de fabricación ya que añadido a los «gigacastings» reduce en 370 el número de piezas. El suelo del habitáculo desaparece y lo sustituye la batería estructural. Los asientos delanteros se fijan a la batería estructural antes de introducir el conjunto desde abajo en el bastidor. Tesla anunció que el nuevo diseño reduce en un 10% el peso del vehículo y aumenta su autonomía en un 14%.
En 2022 Tesla comenzó a producir en Texas algunos Model Y con el paquete de batería estructural formada por baterías 4680.

## Giga castings
En agosto de 2020 Tesla instaló una prensa gigante («Giga Press») de la marca italiana Idra en su fábrica de Fremont. Tenía una fuerza de compresión de 55 000 a 61 000 kN (12 364 496 a 13 713 351 lbf). En su momento fue la mayor del mundo y nunca se había fundido una pieza de aluminio de tal tamaño y complejidad.
Idra innovó para conseguir mayores presiones evitando cavitaciones en el líquido hidráulico con un sistema hidráulico regenerativo para conseguir llenar el hueco de fundición entre 120 y 180 milisegundos. En cada operación puede retornar hasta un 80% del líquido hacia el acumulador y solo necesita una pequeña bomba de 180 bar para aportar el líquido hidráulico necesario para la siguiente operación de fundido. La velocidad de la plancha de fundición es de 5 m/s. Tesla creó su propia aleación de aluminio para evitar puntos de tensión en el enfriamiento de la pieza.
A principios de 2021 Tesla comenzó a producir el Model Y con dos piezas de fundición de aluminio que sustituían a 70 piezas de la parte trasera. Posteriormente fueron sustituidas por una pieza de fundición de aluminio.
En 2022 Tesla sustituyó otras 100 piezas de la parte delantera por una pieza de fundición de aluminio. Tesla afirmó que había sustituido 171 piezas por 2 piezas de fundición de aluminio, eliminando 1600 puntos de soldadura y varios robots de la línea de montaje. Para fabricar un Model Y en 2022 se necesitaban un 30% de los robots necesarios para fabricar un Model 3.
En marzo de 2021 Tesla encargó a Idra una prensa de 8000 toneladas de presión para fabricar piezas fundidas para el Tesla Cybertruck en Texas.

## Carga

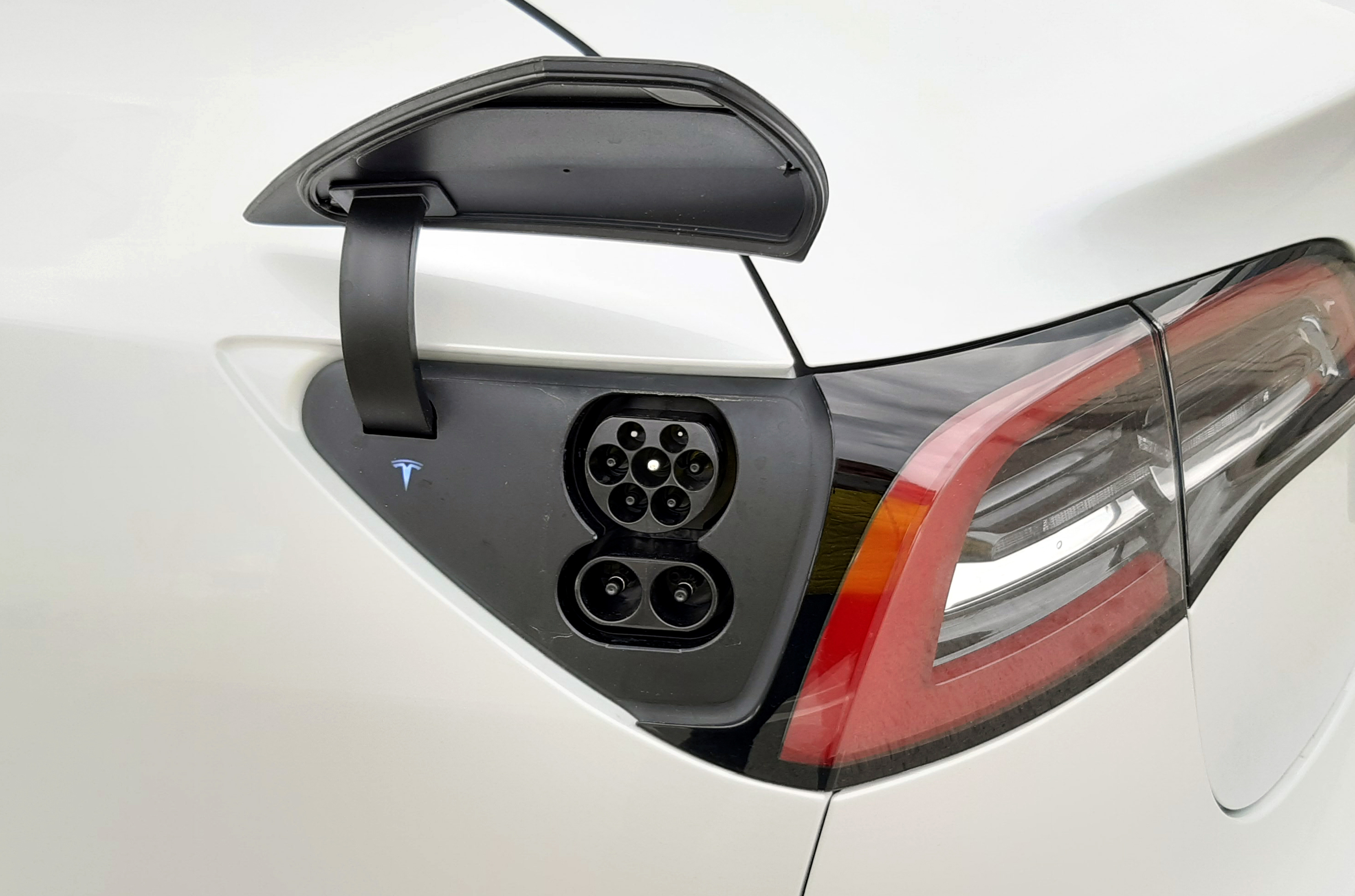
Enchufe de carga del modelo europeo.

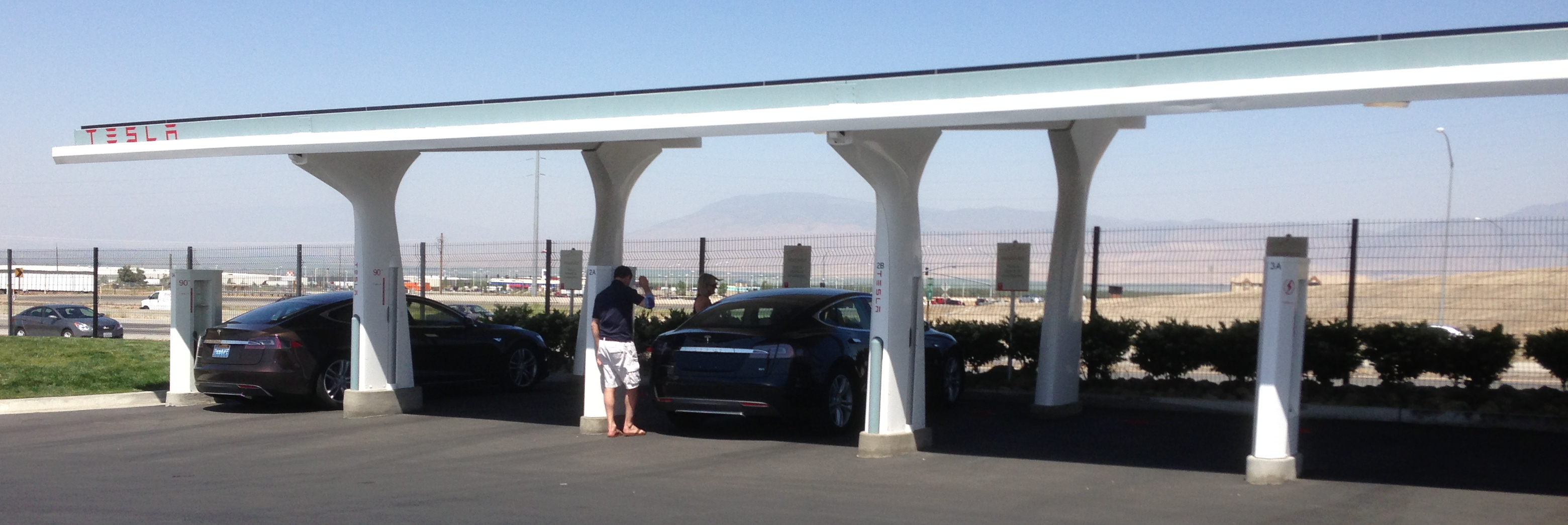
Estación de carga alimentada por energía solar mediante paneles instalados en la cubierta

El cargador integrado permite una potencia de carga de hasta 11 kW.
De serie trae un conector (Tesla Mobile Connector) que permite cargar hasta 3 kW en toma doméstica y 3.7 kW con el adaptador azul industrial de 16A.
También dispone de serie de un conector Tipo 2 que permite cargar hasta 11 kW en cargadores públicos y powerwalls.
El sistema de carga del Tesla Model Y es capaz de cargar en cualquier parte del mundo porque se adapta a todo tipo de voltajes y amperajes.
Esto le proporciona mayor libertad para los viajes. En Europa cuenta con un conector CCS Combo.
El modelo básico venía equipado de serie para la carga rápida (supercharging) de hasta 250 kW. en los supercargadores de Tesla o en otras redes de cargadores rápidos.
En marzo de 2019 Tesla anunció la versión Supercharger V3 en la que usando cables refrigerados por líquido conseguía potencias de recarga de hasta 250 kW en cada poste consiguiendo una tasa de recuperación de autonomía de hasta 1600 km por hora de recarga.
En marzo de 2019 lanzó una actualización telemática con la que acondiciona la temperatura de la batería cuando el vehículo se encamina a un supercargador de manera que se reduce en un 25% el tiempo de carga medio.

## Dimensiones
La longitud es de 4751 mm. La anchura es de 2129 mm con los retrovisores extendidos y 1978 mm con los retrovisores plegados. La altura es de 1624 mm.
La distancia entre ejes es de 2891 mm. La altura desde el suelo es de 167 mm.
El peso del Model Y LR AWD y del Performance es de 2003 kg. Las versiones homólogas del Model 3 pesan 1847 kg (un 8.4% menos).

## Bomba de calor y «octovalve»

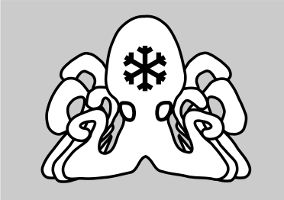
Dibujo impreso del «Octovalve»

En los vehículos anteriores Tesla utilizó resistencias eléctricas para la calefacción, que en el Model 3 tenían una potencia de 7 kW. La ventaja es que calientan mucho y muy rápido, pero a costa de reducir la autonomía con temperaturas bajas. En el Tesla Model Y se diseñó un sofisticado sistema de bomba de calor con una válvula óctuple («octovalve»). Usando técnicas PCB (Printed Circuit Board: Placa de circuitos impresos) se diseñó el intercambiador de calor que hubiese sido físicamente imposible realizar con los medios habituales. Usa un bucle local para su activación rápida y para extender el rango de temperaturas usable.
Las bombas de calor funcionan al revés que el aire acondicionado: capturan calor del exterior y lo introducen en el interior. Comparadas con las resistencias eléctricas tienen un coeficiente de eficiencia 3 veces mejor hasta temperaturas de unos -3 °C en que ya no pueden capturar suficiente calor del ambiente. En septiembre de 2018 Tesla registró una patente mediante la cual el compresor de la bomba de calor y/o el soplador pueden funcionar de forma ineficiente, produciendo pérdidas en forma de calor, que se llevan al interior del habitáculo. Esto evita que el Model Y tenga que usar resistencias eléctricas de alto consumo para la calefacción, lo que perjudicaría su autonomía.
Elon Musk afirmó que el Model Y, que es 10% más grande y un 8% más pesado que el Model 3, alcanza una autonomía similar a la del Model 3.
Como huevo de Pascua en hardware la válvula óctuple (octovalve) tiene impresa en relieve una caricatura de un pulpo con el símbolo estrellado de un copo de nieve.
En tres meses de 2020 Tesla realizó 13 cambios de diseño en el sistema octovalve que llevó a la producción, incluyendo una carcasa de material acústico para reducir el ruido producido por la bomba de calor.

## Motores
Las versiones con dos motores Dual motor tienen un motor eléctrico delantero de inducción  y otro trasero síncrono con imán permanente. Los dos motores están refrigerados por líquido.

## Dirección
Tiene una dirección de cremallera accionada eléctricamente y variable dependiendo de la velocidad. Se necesitan dos vueltas de volante de extremo a extremo. Tiene un radio de giro de 12.1 m.

## Frenos
Dispone de 4 frenos de disco. Sistema antibloqueo de frenos ABS con distribución de fuerza de frenada electrónica. Control de estabilidad integrado.
El freno regenerativo es un freno eléctrico que comienza a actuar en cuanto se levanta el pie del acelerador. El freno regenerativo tiene dos posiciones: Estándar y Bajo. Se puede efectuar la conducción con un pedal de manera que el coche se detiene completamente cuando se levanta el pie del acelerador.
Con una conducción normal las pastillas y discos de freno no se desgastan porque la frenada principal la hace el freno eléctrico regenerativo.
El freno de estacionamiento actúa eléctricamente sobre los frenos traseros.

## Ruedas
Monta llantas de 19, 20 y 21 pulgadas según versiones.
Con las llantas de 19 pulgadas monta neumáticos 255/45R19.
Con las llantas de 20 pulgadas monta neumáticos 255/40R20.
Con las llantas de 21 pulgadas monta neumáticos 255/35R21 delante y 275/35R21 detrás.

## Actualizaciones telemáticas OTA (Over The Air Updates)

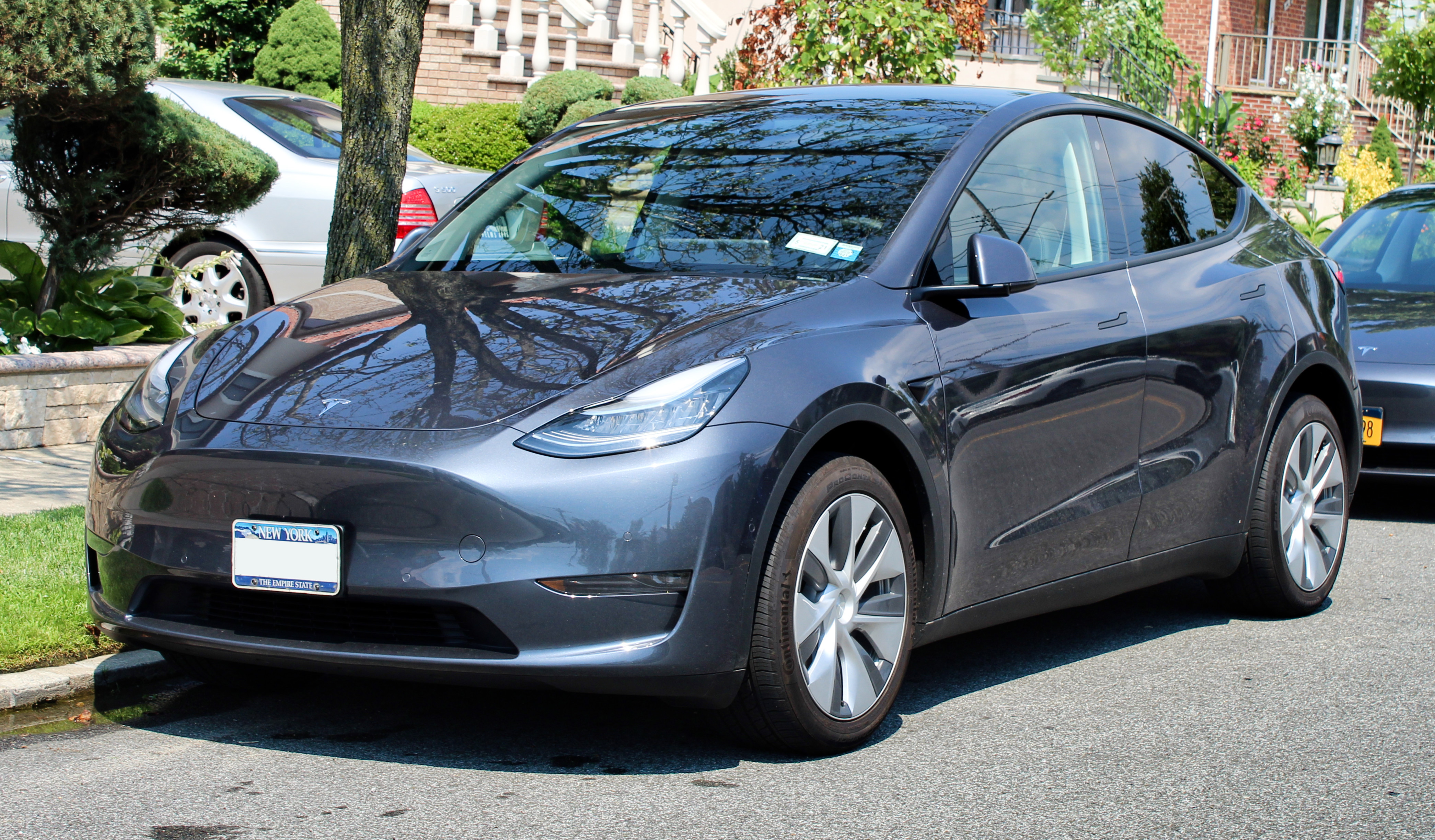
Modelo 2020

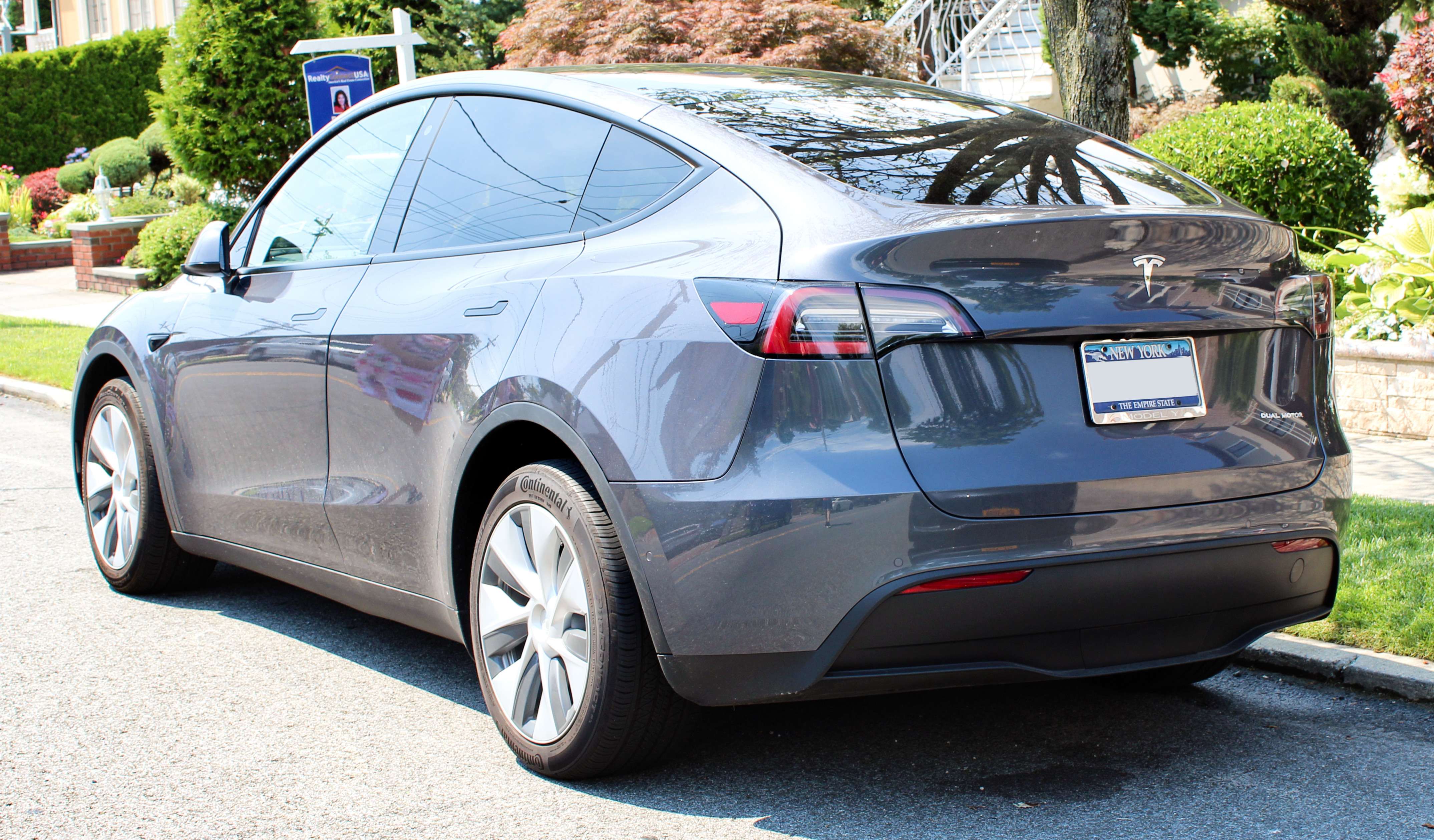
Vista trasera

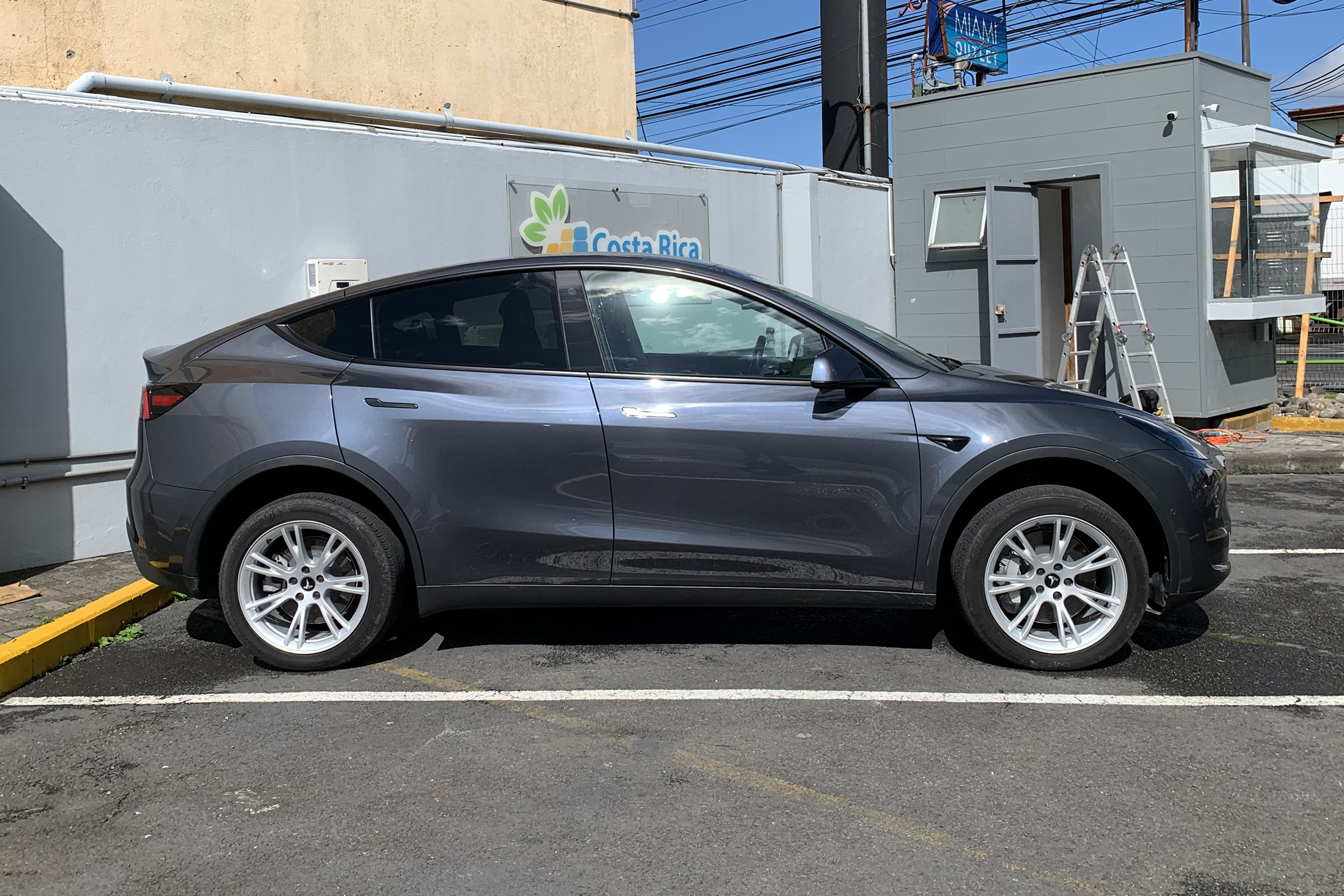
Vista lateral del modelo 2021

El Tesla Model Y realiza actualizaciones de software telemáticas sin tener que llevar el vehículo al taller. Son similares a las que hacen los teléfonos móviles smartphones con su sistema operativo o sus aplicaciones. 
En abril de 2020 una actualización de software añadió un visor para revisar en la pantalla los videos grabados por las cámaras al circular o en el modo centinela. También añadió la posibilidad de ver en el navegador si un cargador rápido supercharger está fuera de servicio o con potencia limitada. En los vehículos con FSD HW3 se mejoró la visualización añadiendo semáforos, señales de Stop y conos de obras.
En junio de 2020 una actualización de software permitía mostrar en pantalla las imágenes de las cámaras laterales al mismo tiempo que se mostraba la imagen de la cámara trasera. Esto eliminaba los puntos ciegos y podía visualizarse sin límite de velocidad.
En julio de 2020 una actualización de software desactivaba el flujo del aire acondicionado en el lado del acompañante cuando no había una persona sentada en ese asiento. Esto permite reducir el consumo en los días calurosos.
En julio de 2021 una actualización permitió las siguientes mejoras:
- Modo lavado: Desde la pantalla se puede seleccionar el modo lavado, que cierra todas las ventanas, bloquea el puerto de carga, desactiva los limpiaparabrisas, desactiva el modo centinela, desactiva el cierre por alejamiento, desactiva los avisos de obstáculos cercanos y para los lavaderos automáticos con cinta de arrastre selecciona el punto muerto y evita el frenado de las ruedas cuando el conductor sale del vehículo.

- Para los vehículos con espejos antideslumbramiento automáticos se puede desactivar la función automática.

- Mejoras en la grabación de vídeo. El vehículo graba un vídeo en la memoria interna con los momentos anteriores a un accidente o al disparo de un airbag. Las grabaciones no se transmiten a Tesla. Insertando un pendrive se puede copiar el vídeo de la memoria interna al pendrive.

- Indicador de autonomía. Desde la pantalla principal se puede pulsar sobre el icono de la batería para mostrar la autonomía en porcentaje o en distancia.

- Permanecer conectado a wifi. Una opción permite que el coche siga conectado a wifi cuando se inicia el movimiento.[64]

En julio de 2021 una actualización permitió las siguientes mejoras:
- Modo lavado: Desde la pantalla se puede seleccionar el modo lavado, que cierra todas las ventanas, bloquea el puerto de carga, desactiva los limpiaparabrisas, desactiva el modo centinela, desactiva el cierre por alejamiento, desactiva los avisos de obstáculos cercanos y para los lavaderos automáticos con cinta de arrastre selecciona el punto muerto y evita el frenado de las ruedas cuando el conductor sale del vehículo.

- Para los vehículos con espejos antideslumbramiento automáticos se puede desactivar la función automática.

- Mejoras en la grabación de vídeo. El vehículo graba un vídeo en la memoria interna con los momentos anteriores a un accidente o al disparo de un airbag. Las grabaciones no se transmiten a Tesla. Insertando un pendrive se puede copiar el vídeo de la memoria interna al pendrive.

- Indicador de autonomía. Desde la pantalla principal se puede pulsar sobre el icono de la batería para mostrar la autonomía en porcentaje o en distancia.

- Permanecer conectado a wifi. Una opción permite que el coche siga conectado a wifi cuando se inicia el movimiento.[64]

En diciembre de 2021 se lanzó la versión 11 de software con nuevas funciones:
- Espectáculo de luces (Light Show). Efectúa un espectáculo de luces y sonido usando las luces, los altavoces, las ventanillas y los retrovisores. Los vehículos equipados con faros matriciales pueden proyectar gráficos. Tesla desarrolló el software de código abierto XLights con el que se pueden programar espectáculos similares en vehículos de otras marcas.

- Nuevo interfaz simplificado. El lanzador de aplicaciones es personalizable.

- Navegación mejorada. Permite añadir y editar puntos intermedios (waypoints). Calcula automáticamente el nivel de batería y la hora de llegada a cada punto. Permite ocultar los puntos de interés.

- Nuevos juegos. Sonic the Hedgehog, The Battle of Polytopia multijugador y Sudoku.

- Entretenimiento. TikTok en algunos países. Boombox Megaphone proyecta la voz por el altavoz externo.

- Audio. Añade cinco niveles de audio inmersivo. En el modo automático se adapta al contenido. Se puede ajustar la salida del subwoofer de forma independiente.

- Cámara de ángulo muerto. Al poner el intermitente se muestra en la pantalla la vista de la cámara lateral correspondiente.

- Acceso directo a las cámaras del modo centinela. Desde la app de Tesla en el teléfono inteligente se pueden ver las imágenes de las cámaras del vehículo en tiempo real.

- Mejoras para el tiempo frío. Se puede calentar el puerto carga y preacondicionar el habitáculo con un estado de carga menor. Los asientos delanteros activan automáticamente el calentador de asiento según el control de climatización.[65]

En septiembre de 2022 una actualización añadió las siguientes mejoras:
- Rutas alternativas. Al introducir un destino en el navegador se muestran hasta tres rutas indicando los tiempos aproximados. Por defecto el navegador tomará la más rápida, salvo que el conductor seleccione otra en la pantalla.[66]

- Mejoras en la app de energía. Muestra detalles de la cantidad de energía utilizada mientras se conduce o se está estacionado. Se ve cuánta energía consumen los diferentes componentes del vehículo, los comportamientos de conducción y las condiciones ambientales. Muestra la energía utilizada en comparación con la previsión del trayecto y el indicador de la batería. Aporta sugerencias personalizadas para utilizar la energía de forma más eficiente.[67]

En julio de 2023 una actualización de software añadió las siguientes mejoras:
- Carga solar. Si se dispone de paneles solares y una batería Tesla Powerwall se puede configurar para que el coche se cargue con el exceso de energía solar de los paneles.

- Luces de cruce automáticas cuando se activen los limpiaparabrisas.

- Notificación de que el destino va a cerrar pronto. El coche avisa que el destino comercial en el navegador va a cerrar pronto o estará cerrado al llegar.

- Controladores bluetooth. Se pueden usar controladores bluetooth para jugar a los videojuegos disponibles en el coche.

- Cámaras múltiples en la aplicación. De forma remota desde la aplicación móvil se pueden ver varias cámaras simultáneamente.[68]

## Servicio y mantenimiento

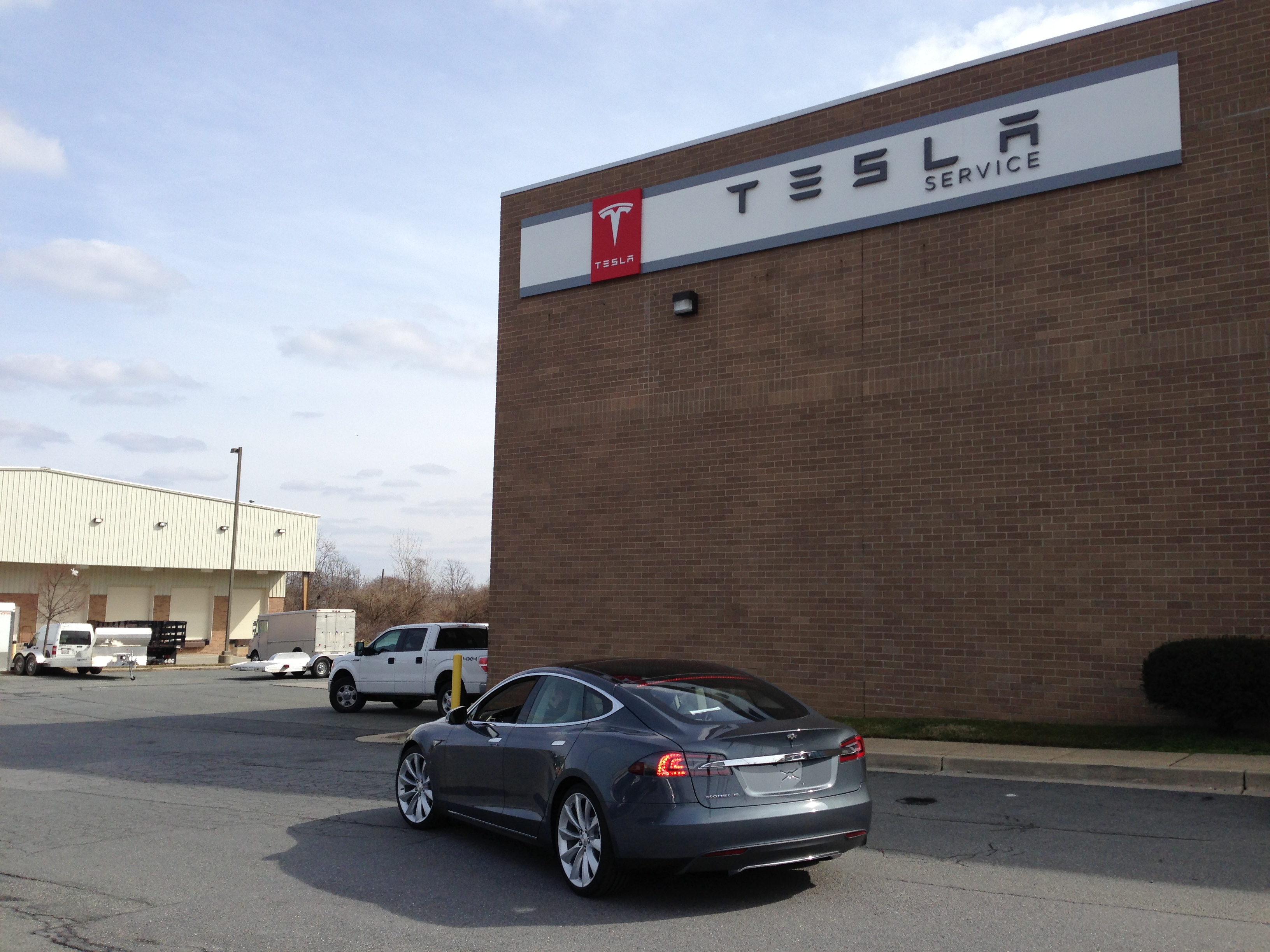
Centro de servicio Tesla.

Muchos de los servicios y reparaciones que no precisan un elevador los realizan los mecánicos móviles que se desplazan con una furgoneta al lugar donde está el propietario.
A diferencia de los coches de combustión interna no precisa cambios de aceite, correas, bujías, ni filtros de combustible. Con una conducción normal las pastillas y discos de freno no se desgastan porque la frenada principal la hace el freno eléctrico regenerativo.

## Opciones
Siguiendo su tendencia, Tesla ofreció unas opciones muy limitadas en su lanzamiento. En abril de 2020 en los pedidos para Europa las opciones disponibles eran:
- Versiones
  - Gran Autonomía tracción integral de motor dual
  - Performance
- Color exterior
  - Blanco Perla multicapas (serie)
  - Plata medianoche metalizado
  - Azul oscuro metalizado
  - Rojo multicapas
- Llantas según versiones
- Bola de remolque (opcional)
- Interior
  - Todo negro (serie)
  - Negro y blanco
- Asientos
  - Cinco asientos (serie)
  - Siete asientos
- Piloto automático
  - Piloto automático (serie)
  - Capacidad de conducción autónoma total (opcional)[69]

## Conducción autónoma
Todos los Tesla Model Y están equipados con los ordenadores y cámaras para realizar la conducción autónoma FSD.
En abril de 2024 Tesla ofreció durante un mes una prueba gratuita de la versión 12.3 de Tesla FSD supervisada a los propietarios en Estados Unidos y Canadá. Esa versión y posteriores podían conducir el vehículo a casi todas partes, haciendo cambios de carril, seleccionando el camino en las bifurcaciones, navegar junto a otros vehículos y objetos y realizar giros a la izquierda y a la derecha. El conductor debía permanecer atento y supervisar lo que hiciera el vehículo sin ser complaciente.

### Robotaxi
En junio de 2025 Tesla inició su programa de Robotaxi con unas decenas de Tesla Model Y de serie en la ciudad de Austin, Texas. Los vehículos podían circular dentro de una zona acotada de 77 km2 del sur de Austin, durante las horas comprendidas entre las 6 AM y medianoche, excepto cuando hubiera mal tiempo. El Robotaxi usaba el software Tesla FSD y en el asiento del conductor no había nadie, pero en el asiento del copiloto había una persona como monitor de seguridad con acceso a controles para detener el vehículo. Además cada vehículo tenía soporte de teleoperación remoto para resolver las incidencias.

## Producción
La producción del Tesla Model Y se inició en la factoría de Tesla en Fremont, California. A partir de 2021 se fabricó en la Gigafábrica 3 de Tesla Shanghái de China. A partir de abril de 2022 comenzó su fabricación en Giga Berlín en Alemania.
El 9 de marzo de 2020 Tesla produjo su vehículo un millón, acumulando Tesla Roadster, Model S, Model 3 y Model X, y se convirtió en el primer fabricante de coches eléctricos superando a la china BYD.
Las primeras entregas del Tesla Model Y se produjeron el 13 de marzo de 2020.
Desde el primer trimestre de 2020 Tesla contabiliza de forma conjunta la producción y entregas del Tesla Model 3 y del Tesla Model Y.
En abril de 2021 Tesla afirmó que el Tesla Model 3 se había convertido en el sedán prémium más vendido en el mundo solo tres años y medio desde su lanzamiento. También esperaba que próximamente el Tesla Model Y se convertiría en el coche más vendido en el mundo en todas las categorías tanto en facturación como en número de unidades.
En el primer semestre de 2022 el coche más vendido en California fue el Tesla Model Y con 42 320 unidades, seguido por el Tesla Model 3 con 38 993 unidades.
En 2023 el Tesla Model Y fue el coche más vendido en todo el mundo con 1.23 millones de unidades, superando al Toyota RAV4 que vendió 1.07 millones de unidades y al Toyota Corolla que vendió 1.01 millones de unidades.
En 2024 por segundo año consecutivo fue el coche más vendido en todo el mundo con unas ventas de 1.09 millones de unidades.